# Zecca di Augusta Treverorum

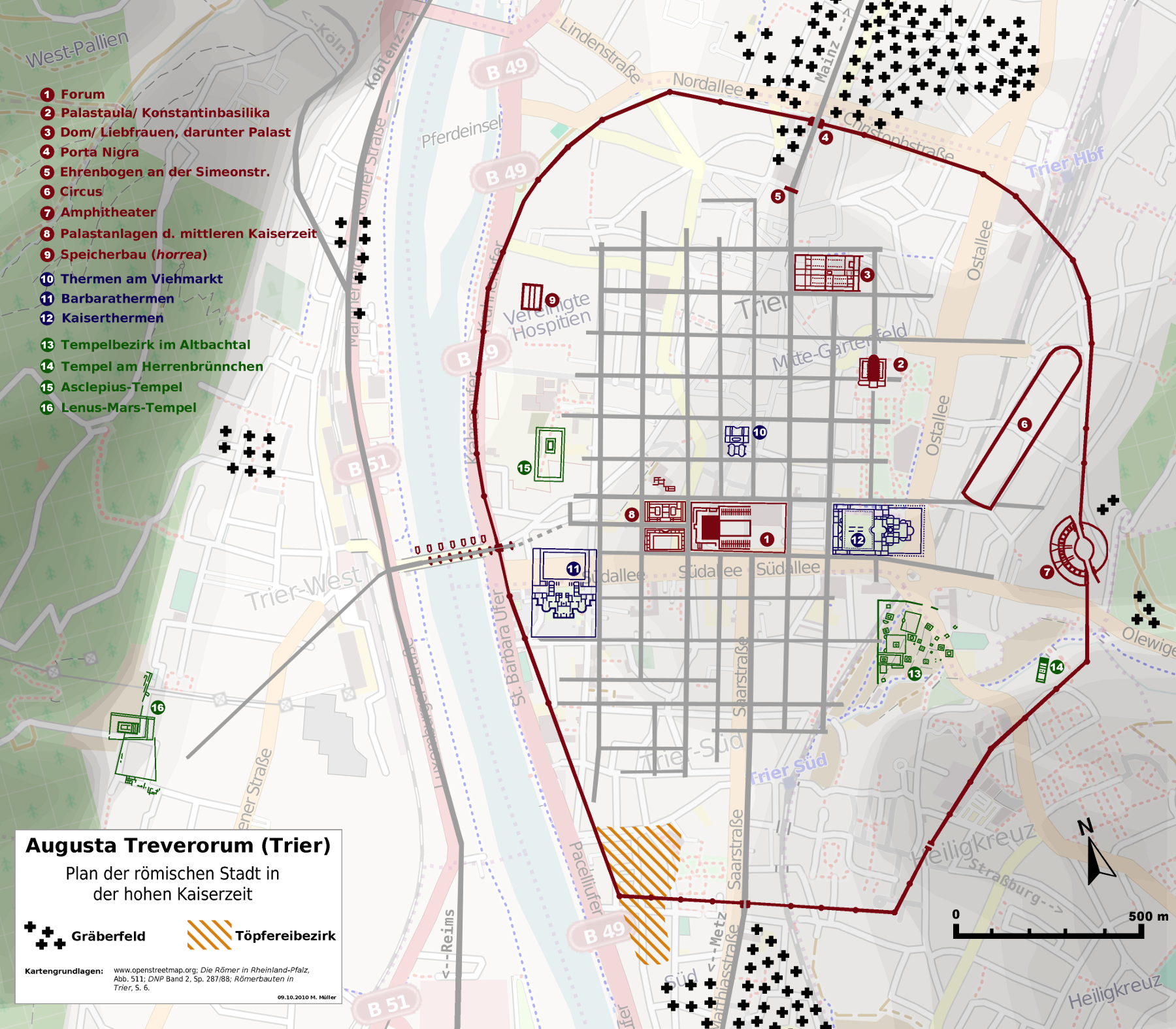
Mappa ricostruttiva di Augusta Treverorum in epoca romana, con il grande forum al centro, dove potrebbe essere stato costruito l'edificio della zecca.

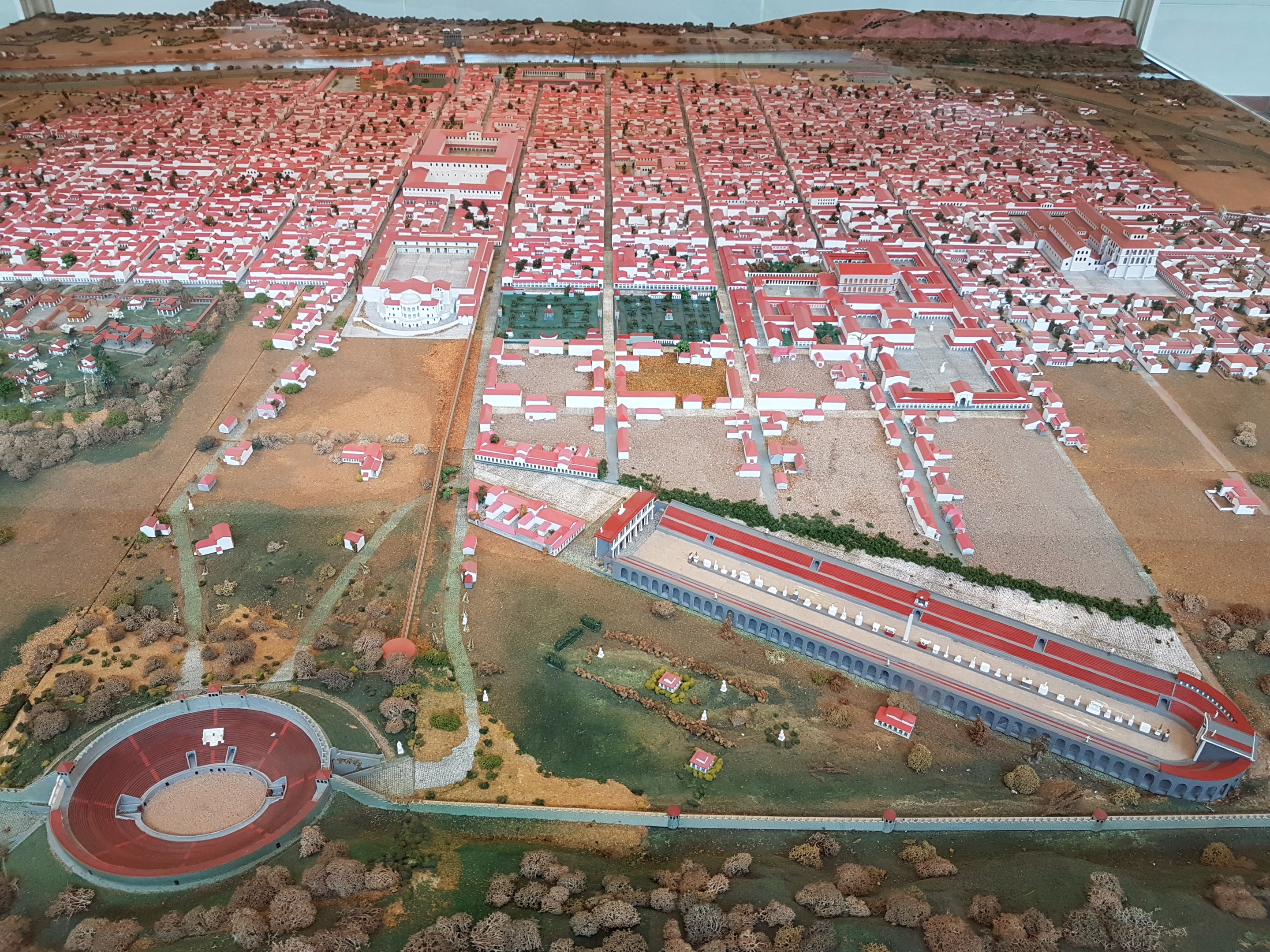
Augusta Treverorum in epoca romana

La zecca e monetazione di Augusta Treverorum (Moneta) era l'edificio presso il quale vi fu la prima coniazione di monete in epoca imperiale ad Augusta Treverorum, a partire dal Cesare Costanzo Cloro nel 293/294. Sembra rimase aperta fino al 400 circa.

## Edificio
Le indagini archeologiche non hanno ancora individuato con sicurezza l'antico edificio presso il quale fu iniziata la coniazione delle monete di Augusta Treverorum. Sulla base di quanto accaduto "in parallelo" nelle altre capitali imperiali occidentali del periodo tetrarchico, Mediolanum ed Aquileia, potrebbe trovarsi non molto distante dal Forum.
Sappiamo che qui, durante i quasi 150 anni della zecca di Treviri, furono battute monete di 39 tra imperatori, usurpatori, imperatrici e figli, a sostegno della circolazione monetarie dell'Impero romano d'Occidente. Ad oggi risultano infatti note, più di 520 monete d'oro, 310 d'argento e 1250 di bronzo.
L'ultima moneta qui impressa risulta appartenere all'usurpatore Flavio Eugenio (388-392), sebbene si discuta ancor oggi se non vi siano state altre monete qui prodotte dell'Imperatore Onorio (393-423).

## Segni di zecca
Numerosi furono nel secolo e mezzo che rimase aperta i segni di zecca: es. TRE(verorum), TR(everorum)OB(rizyacum), TR(reverorum), A(prima oficina)TR(reverorum), S(ecunda officina)TR, B(seconda officina)TR, II(officina)TR, P(rima officina)TR, P(rima officina)TRE, S(acra)M(oneta)TR, S(acra)M(oneta)TRP(rima oficina), S(acra)M(moneta)TR(reverorum)S(ecunda oficina), TRB(=secunda oficina), TRS(ecunda oficina), TRP, TRPS.

## Storia e monetazione

### Monetazione dell'Impero delle Gallie (260 - 274)
A partire dal 260, e fino al 274 circa, l'Impero romano subì la secessione di due vaste aree territoriali, che però ne permisero la sopravvivenza. Ad ovest gli usurpatori dell'Impero delle Gallie, come Postumo (260-268), Leliano (268), Marco Aurelio Mario (268-269), Vittorino (269-271), Domiziano II (271) e Tetrico (271-274), riuscirono a difenderne i confini delle province di Britannia, Gallia e Spagna. Scrive Eutropio:
(Eutropio, Breviarium ab urbe condita, 9, 11.)
Postumo era riuscito, infatti, a costituire un impero in Occidente, centrato sulle provincie della Germania inferiore e della Gallia Belgica e al quale si unirono poco dopo tutte le altre province galliche, della britanniche, ispaniche e, per un breve periodo, anche quella di Rezia.
| Impero delle Gallie (260-274)  | Impero delle Gallie (260-274) | Impero delle Gallie (260-274)                                                                 | Impero delle Gallie (260-274) | Impero delle Gallie (260-274) | Impero delle Gallie (260-274)                | Impero delle Gallie (260-274)  |
| Immagine                       | Valore                        | Dritto                                                                                        | Rovescio | Datazione                     | Peso; diametro                               | Catalogazione                  |
| ------------------------------ | ----------------------------- | --------------------------------------------------------------------------------------------- | --- | ----------------------------- | -------------------------------------------- | ------------------------------ |
|                                | Antoniniano                   | IMP C POSTVMVS PF AVG, testa radiata di Postumo, busto con drappeggio e corazza verso destra; | SALVS PROVINCIARVM ("salvezza delle province [renane]"), personificazione del fiume Reno, sdraiato lungo il lato sinistro, tiene nella destra una prora di nave (?). | 260                           | 2.65 gr; zecca di Augusta Treverorum.        | RIC V 87; AGK 88c; RSC 355b.   |
|                                | Antoniniano                   | IMP C TETRICVS PF AVG, testa radiata di Tetrico, busto con drappeggio e corazza verso destra; | VIRTUS AUGG(USTORUM), la Virtù in piedi verso sinistra, tiene uno scudo ed una lancia.                                                                               | 273/274                       | 18 mm, 2.67 gr; zecca di Augusta Treverorum. | RIC V 148; AGK 14a; Cohen 207. |
| N.B.: Qui sopra alcuni esempi. |                               |                                                                                               | |                               |                                              |                                |

### Monetazione della prima tetrarchia (293 - 1º maggio 305)
La zecca aprì con la tetrarchia di Diocleziano, quando Costanzo Cloro, una volta divenuto Cesare d'Occidente (nel 293), a cui spettavano la Gallia e la Britannia), scelse come sua capitale, prima Augusta Treverorum (dal 293/294) e poi Londinium (dal 297/298) dopo aver sconfitto Alletto. Per celebrare la sua vittoria, Costanzo fece coniare dalla zecca di Augusta Treverorum un multiplo da 10 aurei, al cui rovescio troviamo la dicitura REDDITOR LVCIS AETERNAE ("restitutore della luce eterna") e dove viene raffigurato Costanzo Cloro a cavallo fuori dalle mura di Londinium (Londra), con una donna in ginocchio che lo accoglie fuori dalla porta principale e una nave militare pronta allo sbarco. Furono così attivate inizialmente tre officine.
| Primo periodo tetrarchico (294-305) | Primo periodo tetrarchico (294-305) | Primo periodo tetrarchico (294-305)                                                                                | Primo periodo tetrarchico (294-305)                                                                                                  | Primo periodo tetrarchico (294-305) | Primo periodo tetrarchico (294-305)               | Primo periodo tetrarchico (294-305)                                                        |
| Immagine                            | Valore                              | Dritto | Rovescio | Datazione                           | Peso; diametro                                    | Catalogazione                                                                              |
| ----------------------------------- | ----------------------------------- | --- | --- | ----------------------------------- | ------------------------------------------------- | ------------------------------------------------------------------------------------------ |
|                                     | argenteo                            | CONSTAN-TIVS NOB CAES, testa di Costanzo Cloro laureata verso destra;                                              | VIRTVS MILITVM, i quattro tetrarchi che effettuano dei sacrifici sopra un tripode davanti ad una città con sei torri; "C" in esergo. | 294                                 | 19 mm, 3.29 g, 12 h; zecca di Augusta Treverorum. | RIC RIC VI 110a; Schulten Em. 3 (type not illustrated); Jeločnik 95, pl. XII, 9; RSC 312b. |
|                                     | Æ Follis                            | CONSTANTIVS NOBIL C, busto di Costanzo Cloro laureato verso destra, con lorica e paludamento sulla spalla sinistra | GENIO POPV-LI ROMANI, il Genio in piedi verso sinistra, tiene una patera ed una cornucopia; B-una stella ai lati, TR in esergo.      | 298/299                             | 28 mm, 12 gr; zecca di Augusta Treverorum.        | RIC VI 329.                                                                                |
|                                     | Æ Follis                            | IMP IMP MAXIMIANVS P AUG, testa di Massimiano laureata verso destra;                                               | GENIO POPV-LI ROMANI, il Genio in piedi verso sinistra, tiene una patera ed una cornucopia; A-G ai lati, TR in esergo.               | 296/297                             | 10.91 gr; zecca di Augusta Treverorum.            | RIC RIC VI 181b.                                                                           |
| N.B.: Qui sopra alcuni esempi.      |                                     | | |                                     |                                                   |                                                                                            |

### Monetazione della seconda tetrarchia (1º maggio 305 - 25 luglio 306)
Il 1º maggio del 305 Diocleziano e Massimiano abdicarono (ritirandosi il primo a Spalato ed il secondo in Lucania). La seconda tetrarchia prevedeva che i loro rispettivi due cesari diventassero augusti (Galerio per l'oriente e Costanzo Cloro per l'occidente), provvedendo questi ultimi a nominare a loro volta i propri successori designati (i nuovi cesari): Galerio scelse Massimino Daia e Costanzo Cloro scelse Flavio Valerio Severo. Sembra però che poco dopo, lo stesso Costanzo Cloro, rinunciò a parte dei suoi territori (Italia e Africa) a vantaggio dello stesso Galerio, il quale si trovò a dover gestire due cesari: Massimino Daia a cui aveva affidato l'Oriente, Flavio Valerio Severo a cui rimase l'Italia (e forse l'Africa), mentre tenne per se stesso l'Illirico. Il sistema rimase invariato fino alla morte di Costanzo Cloro avvenuta ad Eburacum il 25 luglio del 306.
| Secondo periodo tetrarchico (305-306) | Secondo periodo tetrarchico (305-306) | Secondo periodo tetrarchico (305-306)                                                                             | Secondo periodo tetrarchico (305-306)                                                                                        | Secondo periodo tetrarchico (305-306) | Secondo periodo tetrarchico (305-306)                      | Secondo periodo tetrarchico (305-306) |
| Immagine                              | Valore                                | Dritto | Rovescio | Datazione                             | Peso; diametro                                             | Catalogazione                         |
| ------------------------------------- | ------------------------------------- | --- | --- | ------------------------------------- | ---------------------------------------------------------- | ------------------------------------- |
|                                       | Æ Follis                              | FL VAL SEVERVS NOBIL C(aesar), busto di Flavio Valerio Severo rivolto verso sinistra laureato, busto con corazza. | GENIO POPV-LI ROMANI, il Genio in piedi verso sinistra tiene una patera ed un cornucopia; ai lati S-F, in esergo P(rima) TR. | 305-307                               | 8.04 gr; prima officina della zecca di Augusta Treverorum. | RIC VI 650a.                          |
| N.B.: Qui sopra alcuni esempi.        |                                       | | |                                       |                                                            |                                       |

### Monetazione della terza tetrarchia (25 luglio 306 - 11 novembre 308)
Con la morte di Costanzo Cloro (25 luglio del 306), il sistema andò in crisi: il figlio illegittimo dell'imperatore defunto, Costantino venne proclamato cesare dalle truppe in competizione con il legittimo erede, Severo. Qualche mese più tardi, Massenzio, figlio del vecchio augusto Massimiano Erculio, si fece acclamare, grazie all'appoggio di ufficiali come Marcelliano, Marcello, Luciano e dai pretoriani, ripristinando il principio dinastico.
Durante la prima parte del regno di Costantino, la Augusta Treverorum divenne sua residenza imperiale almeno dal 306 al 312, tanto da ribattezzarla: "la città di Roma del Nord". Egli fece, infatti, ritorno ad Augusta Treverorum nell'autunno del 306 (dalla Britannia), per meglio difendere le frontiere della Gallia, che erano tornate ad essere minacciate dalle popolazioni germaniche dei Franchi. Qui rimase a difendere questo importante tratto di limes per i sei anni successivi, trasferendovi la propria corte imperiale e trasformandola nella propria capitale (di 80.000 abitanti), come risulta anche dall'imponente costruzione dell'Aula palatina, fatta erigere dal padre e completata da Costantino nel 310.
A causa di nuovi "scontri interni" alla tetrarchia, l'11 novembre 308 si tenne a Carnuntum, sull'alto Danubio, un incontro cui parteciparono Galerio, che lo organizzò, Massimiano e Diocleziano, richiamato da Galerio. In questa occasione venne riorganizzata una quarta tetrarchia: Massimiano fu obbligato ad abdicare, mentre Costantino fu nuovamente degradato a cesare, mentre Licinio, un leale commilitone di Galerio, fu nominato augusto d'Occidente.
| Terzo periodo tetrarchico (306-308) | Terzo periodo tetrarchico (306-308) | Terzo periodo tetrarchico (306-308)                                                     | Terzo periodo tetrarchico (306-308) | Terzo periodo tetrarchico (306-308)                                                                           | Terzo periodo tetrarchico (306-308)               | Terzo periodo tetrarchico (306-308) |
| Immagine                            | Valore                              | Dritto                                                                                  | Rovescio | Datazione | Peso; diametro                                    | Catalogazione                       |
| ----------------------------------- | ----------------------------------- | --------------------------------------------------------------------------------------- | --- | --- | ------------------------------------------------- | ----------------------------------- |
|                                     | Æ Follis                            | IMP CONSTANTINVS P F AVG, testa laureata verso destra e busto con corazza.              | MARTI PATRI PROPVGNATORI (che combatte o che difende i confini imperiali), Marte che avanza verso destra e tiene in mano una lancia ed uno scudo; ai lati T F e in esergo P(rima oficina) TR. | 307-308 (vengono celebrati i primi successi in Gallia contro i Germani e l'avvenuta difesa del limes renano). | 25 mm, 6.52 gr, 5 h; zecca di Augusta Treverorum. | RIC Constantinus I, VI 776.         |
|                                     | Æ Follis                            | IMP CONSTANTINVS P F AVG, testa laureata verso destra e busto con corazza e drappeggio. | MARTI PATRI CONSERVATORI (che conserva i confini imperiali), Marte in piedi rivolto verso destra, che tiene in mano una lancia ed uno scudo; ai lati S A e sotto P(rima oficina) TR.          | 307-308 (vengono celebrati i primi successi in Gallia contro i Germani e l'avvenuta difesa del limes renano). | 26 mm, 6.72 gr, 5 h; zecca di Augusta Treverorum. | RIC Constantinus I, VI 774.         |
| N.B.: Qui sopra alcuni esempi.      |                                     |                                                                                         | | |                                                   |                                     |

### Monetazione della quarta tetrarchia (11 novembre 308 - 5 maggio 311)
Il quarto periodo tetrarchico, iniziato l'11 novembre del 308, terminò il 5 maggio del 311 quando Galerio morì e Massimino Daia si impadronì dell'Oriente, lasciando a Licinio il solo Illirico. L'Italia, comprese le sue zecche rimasero nelle mani dell'usurpatore Massenzio, figlio di Massimiano.
| Quarto periodo tetrarchico (308-311) | Quarto periodo tetrarchico (308-311) | Quarto periodo tetrarchico (308-311)                                   | Quarto periodo tetrarchico (308-311)                                            | Quarto periodo tetrarchico (308-311) | Quarto periodo tetrarchico (308-311)               | Quarto periodo tetrarchico (308-311) |
| Immagine                             | Valore                               | Dritto                                                                 | Rovescio                                                                        | Datazione                            | Peso; diametro                                     | Catalogazione                        |
| ------------------------------------ | ------------------------------------ | ---------------------------------------------------------------------- | ------------------------------------------------------------------------------- | ------------------------------------ | -------------------------------------------------- | ------------------------------------ |
|                                      | Æ Follis                             | IMP CONSTANTINVS AVG, testa laureata verso destra e busto con corazza. | SOLI INVICTO COMITI, testa del Sol Invictus verso destra con la corona radiata. | 310-313                              | 23 mm, 4.86 gr, 12 h; zecca di Augusta Treverorum. | RIC Constantinus I, VI 890.          |
| N.B.: Qui sopra alcuni esempi.       |                                      |                                                                        |                                                                                 |                                      |                                                    |                                      |

### Monetazione della quinta tetrarchia (5 maggio 311 - agosto 313)
Ora l'impero romano era nuovamente diviso in quattro parti: Massimino Daia e Licinio in Oriente, Costantino e Massenzio in Occidente. Si trattava della "quinta tetrarchia". In realtà poco dopo Massimino, Costantino e Licinio si coalizzarono per eliminare il primo dei quattro augusti: Massenzio che possedeva ora Italia ed Africa. Così nel 312, Costantino, riunito un grande esercito, mosse alla volta dell'Italia attraverso le Alpi, fino a scontrarsi con l'esercito di Massenzio nella decisiva battaglia di Ponte Milvio, il 28 ottobre del 312. Massenzio fu sconfitto ed ucciso. Con la morte di Massenzio, tutta l'Italia passò sotto il controllo di Costantino. Poi nel febbraio del 313, Licinio e Costantino si incontrarono a Mediolanum, dove i due strinsero un'alleanza (rafforzata dal matrimonio di Licinio con la sorella di Costantino, Flavia Giulia Costanza), che prevedeva di eliminare il terzo imperatore, Massimino Daia. Licinio lo affrontò e sconfisse nella battaglia di Tzirallum il 30 aprile di quest'anno. Massimino Daia, morì pochi dopo (agosto). Restavano ora solo due augusti: Costantino per l'Occidente e Licinio per l'Oriente.
| Quinto periodo tetrarchico (311-313) | Quinto periodo tetrarchico (311-313) | Quinto periodo tetrarchico (311-313)                | Quinto periodo tetrarchico (311-313)                                       | Quinto periodo tetrarchico (311-313) | Quinto periodo tetrarchico (311-313)  | Quinto periodo tetrarchico (311-313)                   |
| Immagine                             | Valore                               | Dritto                                              | Rovescio                                                                   | Datazione                            | Peso; diametro                        | Catalogazione                                          |
| ------------------------------------ | ------------------------------------ | --------------------------------------------------- | -------------------------------------------------------------------------- | ------------------------------------ | ------------------------------------- | ------------------------------------------------------ |
|                                      | Aureo                                | CONSTAN-TINUS AUG AVG, testa laureata verso destra. | [...] ROMANORUM, Alemannia seduta sopra ad un trofeo; Alemannia in esergo. | 312-313                              | 4.63 gr; zecca di Augusta Treverorum. | RIC Constantinus I, VI 823; Depeyrot 18/2; Alföldi 19. |
| N.B.: Qui sopra alcuni esempi.       |                                      |                                                     |                                                                            |                                      |                                       |                                                        |

### Monetazione della diarchia Costantino-Licinio (agosto 313 - dicembre 324)
Per undici anni l'Impero romano fu retto da Costantino e Licinio, più tardi affiancati dai loro rispettivi figli, nominati Cesari. Ancora una volta Costantino scelse Augusta Treverorum come suo quartier generale negli anni 314-315, al fine di meglio tenere sotto controllo il tratto di frontiera renana, mettendovi ordine ancora una volta contro le possibili incursioni di Franchi e Alamanni, oltre a continuare nelle sue opere di fortificazione.
Più tardi, nel 317, dopo un primo scontro armato avvenuto presso Mardia, i due Augusti scesero a patti, firmando una tregua (1º marzo 317). Licino dovette cedere a Costantino l'Illirico. In cambio Licinio ottenne la possibilità di governare autonomamente la sua parte di Impero. Erano sorti così due regni "separati" ed indipendenti, ben lontani dal progetto tetrarchico di Diocleziano, che prevedeva una "unità" imperiale. Con la fine delle ostilità i due Augusti elevarono a Cesari i loro stessi figli (Serdica il 1º marzo del 317): Crispo (a cui fu affidata la Gallia) e Costantino II per Costantino, mentre Valerio Liciniano Licinio per Licinio. Non è un caso che proprio a partire dal 318, Augusta Treverorum divenne sede della Prefettura del pretorio delle Gallie, una delle due nella parte occidentale dell'Impero.
Lo scontro finale tra Costantino e Licinio avvenne pochi anni più tardi, quando nel 323, un'orda di Goti, che avevano deciso di attraversare l'Istro, tentarono di devastare i territori romani della Mesia inferiore e della Tracia. Costantino, informato di ciò, marciò contro di loro, penetrando però nei territori all'altro augusto Licinio e ricevendo tutta una serie di proteste ufficiali da parte dello stesso, che sfociarono nella fase finale della guerra civile tra i due. Nel 324 si ebbero una serie di scontri tutti favorevoli a Costantino (ad Adrianopoli, Bisanzio, nell'Ellesponto, e Crisopoli) che portarono Licinio, ora assediato ora a Nicomedia, a consegnarsi al suo rivale, il quale lo mandò in esilio come privato cittadino a Tessalonica (messo a morte l'anno successivo). Costantino era ora l'unico padrone del mondo romano. Per questo motivo la monetazione degli anni successivi ne celebrò la sua unità con la scritta "Restitutor Orbis".
| Diarchia Costantino-Licinio (313-324) | Diarchia Costantino-Licinio (313-324) | Diarchia Costantino-Licinio (313-324)                                                                   | Diarchia Costantino-Licinio (313-324) | Diarchia Costantino-Licinio (313-324) | Diarchia Costantino-Licinio (313-324)             | Diarchia Costantino-Licinio (313-324) |
| Immagine                              | Valore                                | Dritto                                                                                                  | Rovescio | Datazione                             | Peso; diametro                                    | Catalogazione                         |
| ------------------------------------- | ------------------------------------- | --- | --- | ------------------------------------- | ------------------------------------------------- | ------------------------------------- |
|                                       | Æ Follis                              | CONSTAN-TINUS AVG, testa laureata verso destra, indossa una trabea che tiene uno scettro con un'aquila. | BEATA TRAN***QUILLITAS, un globo posto su un altare, che reca la scritta VO-TIS XX; tre stelle nella parte superiore e P(rima oficina)TR•. | 322                                   | 19 mm, 3.26 gr, 6 h; zecca di Augusta Treverorum. | RIC Constantinus I, VII 342.          |
| N.B.: Qui sopra alcuni esempi.        |                                       | | |                                       |                                                   |                                       |

### I Costantinidi (325-363)

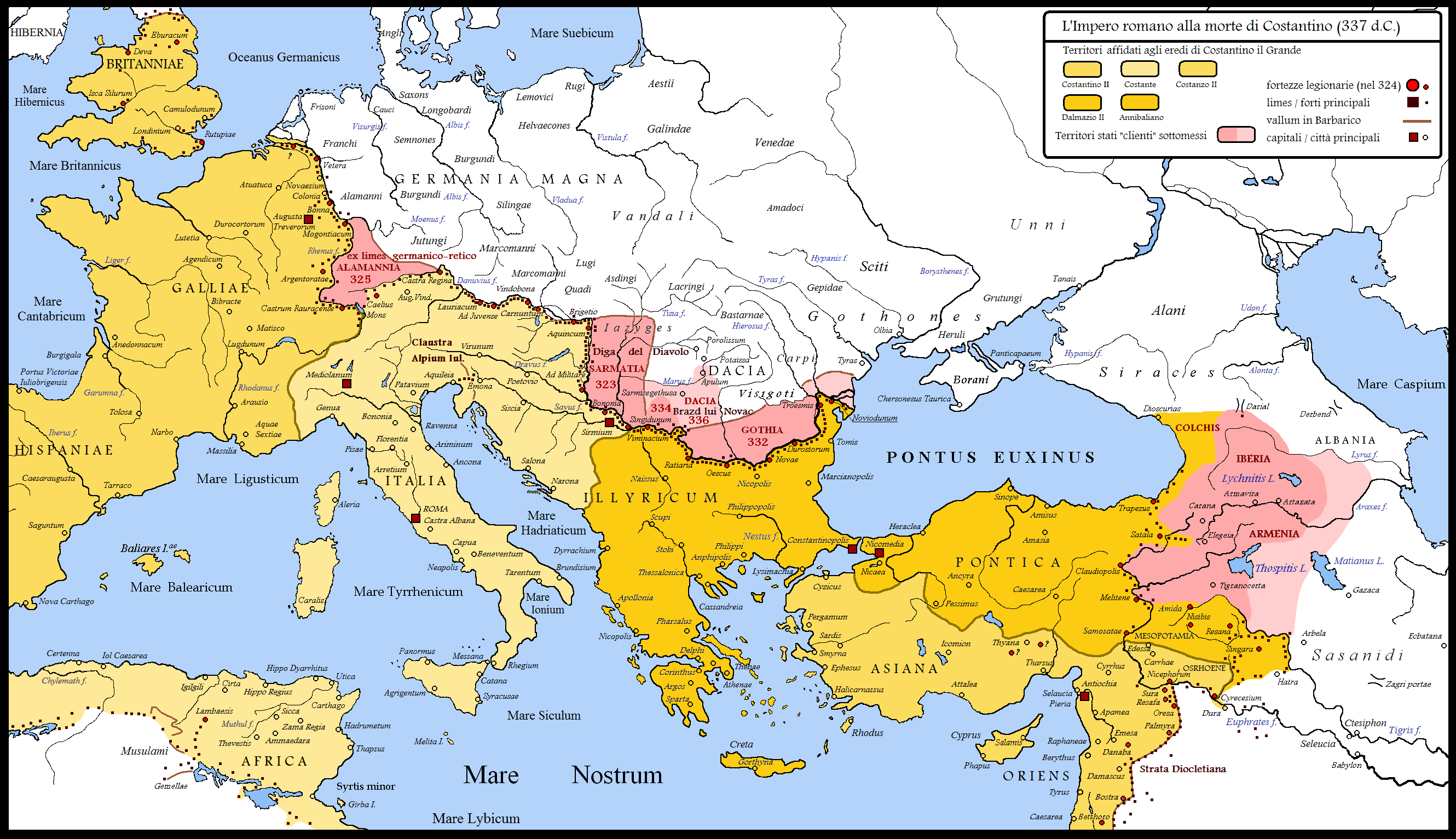
Le frontiere settentrionali ed orientali alla morte di Costantino I, con i territori acquisiti nel corso del trentennio di campagne militari (dal 306 al 337), oltre alla divisione imperiale tra figli e nipoti: Costantino II, Costante I, Costanzo II, Dalmazio Cesare e Annibaliano.

La fase dalla riunificazione imperiale, vide l'imperatore cristiano riordinare l'amministrazione interna e religiosa, oltre a consolidare l'intero sistema difensivo lungo i tratti renano e danubiano. Morto, però, Costantino (22 maggio del 337), mentre stava ancora preparando una campagna militare contro i Sasanidi, la situazione vedeva il potere spartito tra i suoi figli e nipoti, cesari. Durante l'estate del 337 si ebbe un eccidio, per mano dell'esercito, dei membri maschili della dinastia costantiniana e di altri esponenti di grande rilievo dello stato: solo i tre figli di Costantino e due suoi nipoti bambini (Gallo e Giuliano, figli del fratellastro Giulio Costanzo) furono risparmiati. Le motivazioni dietro questa strage non sono chiare: secondo Eutropio Costanzo non fu tra i suoi promotori ma non tentò certo di opporvisi e condonò gli assassini; Zosimo invece afferma che Costanzo fu l'organizzatore dell'eccidio. Nel settembre dello stesso anno i tre cesari rimasti (Dalmazio era stato vittima della purga) si riunirono a Sirmio in Pannonia, dove il 9 settembre furono acclamati imperatori dall'esercito e si spartirono l'Impero: Costantino II si vide riconosciuta la sovranità sull'Occidente, il quale utilizzò Augusta Treverorum come sua capitale dal 328 al 340.
La divisione del potere tra i tre fratelli durò poco: Costantino II morì nel 340, mentre cercava di rovesciare Costante I; nel 350 Costante (che aveva ereditato, quindi le Gallie e la Britannia) fu rovesciato dall'usurpatore Magnenzio, e poco dopo Costanzo II divenne unico imperatore, riunificando ancora una volta l'Impero (nel 353).
Nel 361 venne proclamato augusto Giuliano, cesare in Gallia. Il suo governo durò solo tre anni, eppure ebbe grande importanza, sia per il tentativo di ristabilire un sistema religioso politeistico (per questo sarà detto l'Apostata), sia per la campagna militare condotta contro i Sasanidi.
| figli e nipoti di Costantino (337-363) | figli e nipoti di Costantino (337-363) | figli e nipoti di Costantino (337-363)                                                                                              | figli e nipoti di Costantino (337-363) | figli e nipoti di Costantino (337-363) | figli e nipoti di Costantino (337-363)                              | figli e nipoti di Costantino (337-363) |
| Immagine                               | Valore                                 | Dritto | Rovescio | Datazione                              | Peso; diametro                                                      | Catalogazione                          |
| -------------------------------------- | -------------------------------------- | --- | --- | -------------------------------------- | ------------------------------------------------------------------- | -------------------------------------- |
|                                        | Æ Follis                               | FL HELENA AVGVSTA, busto della madre di Costantino I, Flavia Giulia Elena, rivolta verso destra con diadema imperiale e drappeggio. | SECVRITAS REI PVBLICE, la sicurezza della Repubblica romana in piedi verso sinistra, tiene un ramo nella mano destra; S(ecunda oficina) TR (crescente) in esergo. | 325-326                                | 19 mm, 3.45 gr; seconda officina della zecca di Augusta Treverorum. | RIC VII 465.                           |
|                                        | Æ Follis                               | FL MAX THEO DORAE AVG, busto della moglie di Costanzo Cloro, Flavia Massimiana Teodora, rivolta verso destra con un mantello.       | PIETAS ROMANA, la Pietà in piedi di fronte con la testa rivolta verso destra, tiene un bambino tra le braccia; •TRS• in esergo.                                   | 340                                    | 15 mmm 1.62 gr; seconda officina della zecca di Augusta Treverorum. | RIC VIII 65; LRBC 113.                 |
| N.B.: Qui sopra alcuni esempi.         |                                        | | |                                        |                                                                     |                                        |

### Da Valente a Flavio Eugenio (364-408/11)
Nel 367 e poi ancora nel 370 Valentiniano I, respinse nuove incursioni di Franchi e Sassoni (anche lungo le coste della Britannia), stabilendo la propria residenza imperiale ad Augusta Treverorum. Fu ancora residenza imperiale sotto Graziano e Magno Massimo, almeno fino al 390, al tempo dell'imperatore Valentiniano II.
Questo periodo sembra terminò sotto l'usurpazione di Flavio Eugenio, il quale, vicino alle posizioni del germanico Flavio Arbogaste, che rivestiva la carica di magister militum (capo dell'esercito) e appoggiato dalle potenti tribù dei Franchi, che proprio allora cominciarono ad essere menzionate nelle cronache storiche, fu da questi fatto eleggere imperatore il 22 agosto 392, a Lione. Flavio Eugenio cercò di farsi riconoscere da Teodosio mandando una delegazione, ma questi rifiutò. Nel settembre del 394 Teodosio I sconfisse, nella Battaglia del Frigidus, l'esercito dei ribelli, comandato da Arbogaste, mettendo così fine al suo potere. Arbogaste si uccise per sfuggire alla cattura, mentre Flavio Eugenio fu messo a morte come traditore e decapitato. Pochi anni più tardi fu la volta dell'usurpatore Costantino III, il quale sembra sia stato l'ultimo a battere moneta in questa città in epoca antica. Cessava di battere moneta anche la zecca di Augusta Treverorum attorno al 408/411.
| Valentiniani                   | Valentiniani      | Valentiniani | Valentiniani | Valentiniani | Valentiniani                                               | Valentiniani                   |
| Immagine                       | Valore            | Dritto | Rovescio | Datazione    | Peso; diametro                                             | Catalogazione                  |
| ------------------------------ | ----------------- | --- | --- | ------------ | ---------------------------------------------------------- | ------------------------------ |
|                                | Solido aureo      | D N VALENS P F AVG, busto di Valente, rivolto verso destra con diadema, drappeggio e corazza.                    | VICTOR-IA AVGG(ustorum), Valente e Valentiniano I seduti di fronte, tengono insieme un globo, la Vittoria in piedi dietro loro con le ali aperte; una palma, TR OB C in esergo.     | 376/377      | 4.44 gr; terza officina della zecca di Augusta Treverorum. | RIC IX 39b; Depeyrot 45/1.     |
|                                | Solido aureo      | D N VALENTINIANVS IVN P F AVG, busto di Valentiniano II, rivolto verso destra con diadema, drappeggio e corazza. | VICTOR-IA AVGG(ustorum), Valentiniano II e Teodosio I seduti di fronte, tengono insieme un globo, la Vittoria in piedi dietro loro con le ali aperte; una palma, T-R COM in esergo. | 388/392      | 4.48 gr; zecca di Augusta Treverorum.                      | RIC IX 90a; Depeyrot 53/1.     |
|                                | Siliqua d'argento | DN EVGENIVS P F AVG, busto di Valentiniano II, rivolto verso destra con diadema, drappeggio e corazza.           | VIRTVS ROMANORVM, Roma seduta verso sinistra su una corazza, tiene la Vittoria su un globo nella mano destra, una lancia rovesciata nella sinistra; TR PS in esergo.                | 392/394      | 1.75 gr; zecca di Augusta Treverorum.                      | RIC IX 106d; RSC 14a.          |
|                                | Siliqua d'argento | D N CONSTAN-TINVS P F AVG, busto di Costantino III, rivolto verso destra con diadema, drappeggio e corazza.      | VICTORI-A AVGG(ustorum), Roma seduta tiene la Vittoria su un globo nella mano destra, una lancia puntata verso il basso nella sinistra; TR M(oneta)S(acra) in esergo.               | 408/411      | (1.86 gr; zecca di Augusta Treverorum.                     | RIC X 1533; DOCLR 801; RSC 4a. |
| N.B.: Qui sopra alcuni esempi. |                   | | |              |                                                            |                                |